# Israël op het Eurovisiesongfestival 2014

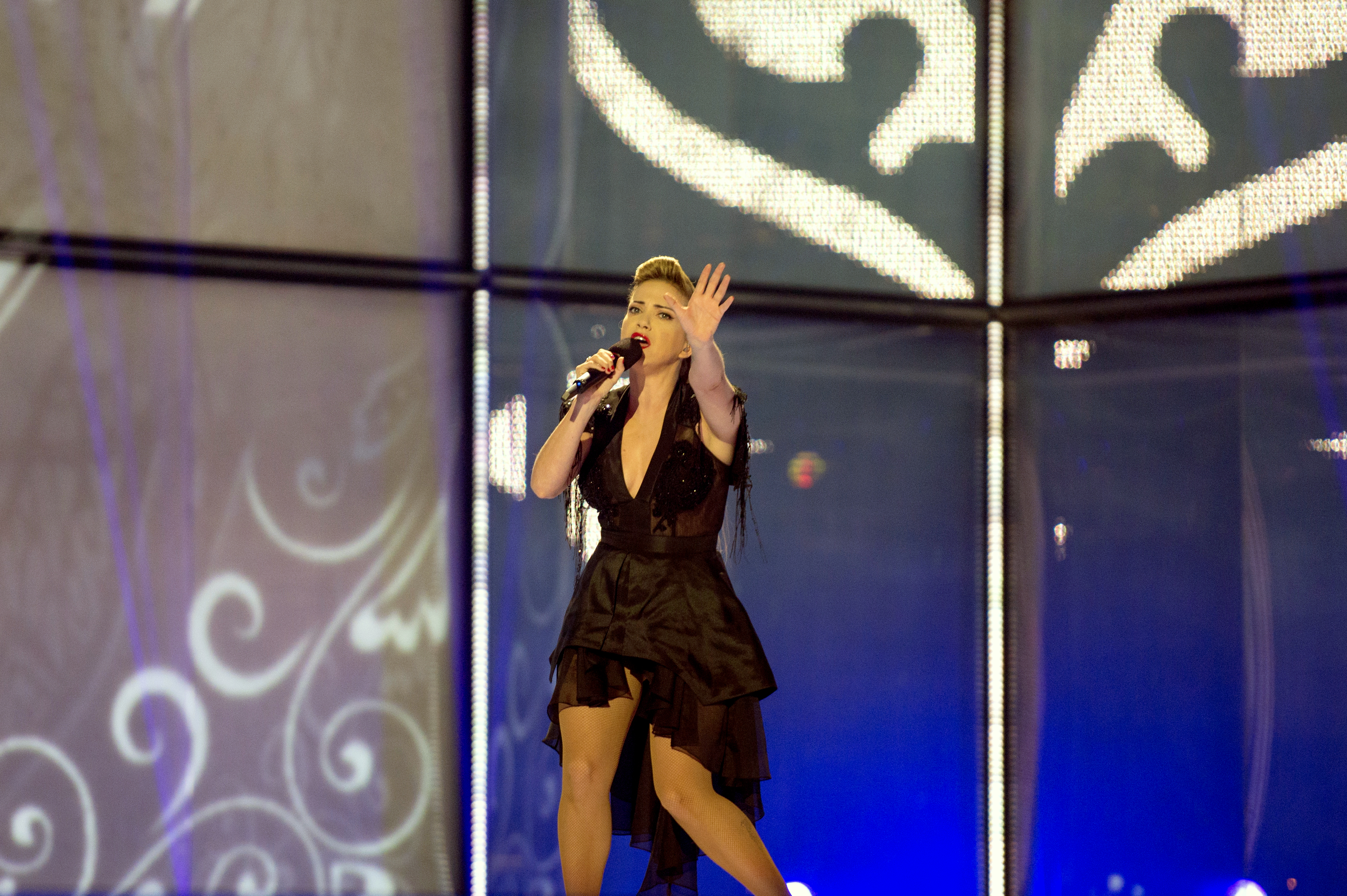
Mei Finegold wist zich niet te plaatsen voor de finale van het Eurovisiesongfestival 2014

Israël nam deel aan het Eurovisiesongfestival 2014 in Kopenhagen, Denemarken. Het was de 37ste deelname van het land op het Eurovisiesongfestival. IBA was verantwoordelijk voor de Israëlische bijdrage voor de editie van 2014.

## Selectieprocedure
Op 10 oktober 2013 bevestigde IBA dat Israël ook in 2014 zou deelnemen aan het Eurovisiesongfestival. Op 4 december maakte de Israëlische openbare omroep bekend dat het intern een artiest zou kiezen die het land zou mogen vertegenwoordigen in Kopenhagen, en dat er vervolgens een nationale finale zou worden georganiseerd om diens lied te bepalen. In die nationale finale zou de eerder gekozen artiest drie nummers vertolken: twee die hij of zij zelf aanleverde en één dat werd ingezonden door het grote publiek. De televoters zouden in die finale mogen bepalen met welk nummer de eerder gekozen artiest naar Kopenhagen zou trekken.
Op 11 januari 2014 maakte de Israëlische openbare omroep bekend dat Mei Finegold haar land zou mogen vertegenwoordigen in Kopenhagen. Een vakjury had haar uitgekozen uit zestien kandidaten. Op 6 maart werd de nationale finale gehouden, waarin Israël uiteindelijk koos voor Same heart.

## Nationale finale
| Plaats | Lied         | Percentage |
| ------ | ------------ | ---------- |
| 1      | Same heart   | 55 %       |
| 2      | Nisheret iti | 40 %       |
| 3      | Be proud     | 5 %        |

## In Kopenhagen
Israël trad in Kopenhagen eerst aan in de tweede halve finale, op donderdag 8 mei 2014. Israël zat niet in de potten tijdens de loting op 20 januari, maar werd automatisch in de tweede halve finale geplaatst. Dit werd gedaan op verzoek van de Israëlische openbare omroep, aangezien dinsdag 6 mei een herdenkingsdag is voor de slachtoffers van de Holocaust. Mei Finegold trad als tweede van vijftien acts aan, na Firelight uit Malta en net voor Carl Espen uit Noorwegen. Bij het openen van de enveloppen bleek dat Israël zich niet had weten te plaatsen voor de finale. Na afloop van de finale werd duidelijk dat Mei Finegold op de voorlaatste plaats was geëindigd in de tweede halve finale, met 19 punten.
1973 · 1974 · 1975 · 1976 · 1977 · 1978 · 1979 · 1980 · 1981 · 1982 · 1983 · 1984 · 1985 · 1986 · 1987 · 1988 · 1989 · 1990 · 1991 · 1992 · 1993 · 1994 · 1995 · 1996-1997 · 1998 · 1999 · 2000 · 2001 · 2002 · 2003 · 2004 · 2005 · 2006 · 2007 · 2008 · 2009 · 2010 · 2011 · 2012 · 2013 · 2014 · 2015 · 2016 · 2017 · 2018 · 2019 · 2020 · 2021 · 2022 · 2023 · 2024 · 2025
Albanië · Armenië · Azerbeidzjan · België · Denemarken · Duitsland · Estland · Finland · Frankrijk · Georgië · Griekenland · Hongarije · Ierland · IJsland · Israël · Italië · Letland · Litouwen · Macedonië · Malta · Moldavië · Montenegro · Nederland · Noorwegen · Oekraïne · Oostenrijk · Polen · Portugal · Roemenië · Rusland · San Marino · Slovenië · Spanje · Verenigd Koninkrijk · Wit-Rusland · Zweden · Zwitserland